# Scarlet Gruber
Scarlet Gruber (Caracas, 10 de febrero de 1989) es una actriz venezolana.

## Biografía
Es hija de la actriz Astrid Gruber y del cantautor Gabriel Fernández, el Chamo. Inició su carrera artística como bailarina de ballet clásico profesional desde muy temprana edad, hasta que sufrió una lesión en el tobillo que la llevó a retirarse. A los 18 años se encaminó más hacia la actuación. Estudio arte dramático en el Centro Internacional de Formación Actoral Luz Columba (CIFALC) en Venezuela y en Miami, también cursó estudios en psicología por dos años, pero luego los abandonó.
Debutó como actriz en 2010 con un rol secundario en la telenovela de Telemundo, Aurora.
Como modelo ha figurado en varios comerciales y videos musicales de Elvis Crespo, El Cata, Cris Crab e Issa Gadala.
En 2012 participó en la telenovela Corazón apasionado, dando vida al personaje de Rebeca y compartiendo créditos con Marlene Favela, Guy Ecker y Susana Dosamantes.
En 2013 se unió al elenco de la telenovela Rosario interpretando a Cecilia, actuando nuevamente con Guy Ecker y por primera vez con Aarón Díaz, Lorena Rojas y Zuleyka Rivera.
En 2014 participó en la telenovela Cosita linda (adaptación de Cosita rica). Compartiendo créditos con Christian Meier, Pedro Moreno, Ana Lorena Sánchez, Carolina Tejera y nuevamente con Zuleyka Rivera.
Ese mismo año participa en el filme Los Ocho, del director colombiano Famor Botero, interpretando a Tina y compartiendo créditos con Kimberly Dos Ramos, Martín Barba y nuevamente con Lorena Rojas.
Entre 2014 y 2015 obtuvo su primer papel protagónico en la telenovela Tierra de reyes, la nueva adaptación de la telenovela colombiana Las aguas mansas, interpretando a Andrea del Junco y compartiendo créditos con Gonzalo García Vivanco, Kimberly Dos Ramos, Christian de la Campa, Sonya Smith y nuevamente con Aarón Díaz y Ana Lorena Sánchez.
A finales de año, Gruber participa en el filme del director colombiano Gustavo Bolívar El Tatuaje, protagonizada por Fabián Ríos y su esposa Yuly Ferreira.
En 2016 realiza una participación especial en la serie de Telemundo El Chema, protagonizada por Mauricio Ochmann y Mariana Seoane, donde da vida a Blanca (joven).
En 2017 obtiene el papel antagónico en la serie de Nickelodeon Vikki RPM interpretando a Kira Rivera. También en el mismo año grabó la serie El desconocido donde interpretó a una cantante llamada Karla Márquez.
Luego de culminar las grabaciones de Vikki RPM se va a Televisa a formar parte de la nueva producción Sin tu mirada, producida por Ignacio Sada, donde interpreta a Vanessa Villoslada.
En 2018 se integra a la segunda temporada de la serie El desconocido donde nuevamente interpreta a Karla Marquez y comparte créditos con Guillermo Iván y María del Carmen Félix.
En 2019 vuelve a trabajar en Televisa en la nueva producción de Güero Castro llamada Médicos, línea de vida interpretando a las residente R1 Tania Olivares, compartiendo créditos con Livia Brito, Daniel Arenas y nuevamente con Carlos de la Mota y Osvaldo de León.

## Filmografía

### Televisión
| Año       | Telenovela                 | Personaje                         |
| --------- | -------------------------- | --------------------------------- |
| 2010      | Aurora                     | Jenny                             |
| 2012      | Corazón apasionado         | Rebeca Marcano de Montesinos      |
| 2013      | Rosario                    | Cecilia Garza                     |
| 2014      | Cosita linda               | María José Luján / Mariana Vargas |
| 2014-2015 | Tierra de reyes            | Andrea del Junco Belmonte         |
| 2016      | El Chema                   | Blanca (joven)                    |
| 2017      | Vikki RPM                  | Kira Rivera                       |
| 2017-2018 | Sin tu mirada              | Vanessa Villoslada Balmaceda      |
| 2019-2020 | Médicos, línea de vida     | Tania Olivares                    |
| 2020-2021 | Quererlo todo              | Sandy Cabrera                     |
| 2021      | Si nos dejan               | Julieta Lugo                      |
| 2023      | Contra las cuerdas         | Dulce Caramelo                    |
| 2023      | Gloria Trevi: ellas soy yo | Gloria Trevi                      |
| 2024      | El precio de amarte        | Amelia Ferreira                   |
| 2025      | Mujeres asesinas           | Nayeli                            |

### Cine y cortometrajes
| Año  | Trabajo          | Personaje      |
| ---- | ---------------- | -------------- |
| 2014 | Los ocho         | Tina           |
| 2015 | El tatuaje       | Camila         |
| 2015 | Santiago Apóstol | Princesa Viria |
| 2018 | El desconocido   | Karla Marquez  |

### Videos musicales
| Año  | Título                                             |
| ---- | -------------------------------------------------- |
| 2010 | Yo no soy un monstruo (canción de Elvis Crespo).   |
| 2010 | Yo me enamoro (canción de Issa Gadala ft El Cata). |
| 2011 | Take You Away (canción de Cris Cab).               |

## Premios y nominaciones
| Año  | Ceremonia                    | Categoría                                   | Telenovela      | Resultado |
| ---- | ---------------------------- | ------------------------------------------- | --------------- | --------- |
| 2015 | Miami Life Awards            | Mejor actriz joven de telenovela            | Cosita linda    | Nominada  |
| 2015 | Premios Tu Mundo             | Protagonista favorita                       | Tierra de Reyes | Ganadora  |
| 2015 | Premios Tu Mundo             | Pareja perfecta (con Christian de la Campa) | Tierra de Reyes | Ganadores |
| 2017 | Kids Choice Awards Argentina | Villano favorito                            | Vikki RPM       | Nominada  |
| 2017 | Kids Choice Awards Colombia  | Chica Trendy                                | Ella misma      | Nominada  |
| 2018 | Premios TVyNovelas (México)  | Mejor actriz juvenil                        | Sin tu mirada   | Nominada  |